# Rustichello da Pisa
Rustichello da Pisa (XIII/XIV wiek) – włoski pisarz.
W latach 1298–1299 był więziony w Genui w czasie wojny wenecko-genueńskiej; wraz z nim w więzieniu przebywał podróżnik Marco Polo, na podstawie opowieści którego Rustichello spisał dzieło Il Milione (znane jako Opisanie świata). Życie Rustichella jest mało znane.